# Synagoga Adas Jeszurun w Warszawie
Synagoga Adas Jeszurun w Warszawie – nieistniejąca już synagoga, znajdująca się w Warszawie przy ulicy Świętojerskiej.
Synagoga została zbudowana w XIX wieku. Przez wiele lat słynęła z bardzo dobrego chóru męsko-chłopięcego. Podczas II wojny światowej Niemcy hitlerowscy doszczętnie zniszczyli synagogę. Po zakończeniu wojny nie została odbudowana.